# Gonābād (kommunhuvudort i Iran)
Gonābād (persiska: گناباد, Jūymand, Gūnābād) är en kommunhuvudort i Iran.   Den ligger i provinsen Khorasan, i den östra delen av landet, 700 km öster om huvudstaden Teheran. Gonābād ligger 1 095 meter över havet och antalet invånare är 43 465.
Terrängen runt Gonābād är lite kuperad. Runt Gonābād är det glesbefolkat, med 14 invånare per kvadratkilometer. Gonābād är det största samhället i trakten. Omgivningarna runt Gonābād är i huvudsak ett öppet busklandskap.